# Novo Barro Preto
Novo Barro Preto ou simplesmente Barro Preto é um distrito administrativo do município de Ventania, do estado do Paraná.
De acordo com o Instituto Brasileiro de Geografia e Estatística (IBGE), a população do distrito no ano de 2010 era de 3 891 habitantes.

## História de Novo Barro Preto
Na época do surgimento de Ventania, deu-se início ao povoamento do atual distrito jurídico de Novo Barro Preto (14,5 km da sede da prefeitura).
O povoado foi batizado de tal pelos tropeiros, que tocavam os porcos para a região de Castro e adotaram como parada obrigatória uma venda, situada na propriedade do Sr. Pedro Marcondes Ribas, na qual, ao lado de uma pequena lagoa, havia um alagado (banhado de barro preto), onde os porcos descansavam. Pouco mais adiante, surgiu um pequeno povoado, numa gleba de propriedade do sr. José Bueno de Camargo (Jeca Bueno), que foi quem doou o terreno para a construção da igreja que logo foi rodeada pelo povoado, denominado Barro Preto.
O bairro de Novo Barro Preto, nos últimos anos vem aprimorando a ideia de emancipação política do município de Ventania. As instalações de empresas na última década, o crescimento da população, falta de recursos, são um dos motivos que os líderes locais estão reivindicando para a separação do bairro do município que pertence atualmente.

## Religião
- Capela Nossa Senhora de Aparecida
- Igreja do Evangelho Quadrangular

## Transporte

### Rodoviário
- PR-090 - Rodovia do Cerne.

### Ferroviário
- Ramal de Monte Alegre - RFFSA.

Breve Histórico da Estação e do Ramal Ferroviário
A estação de Barro Preto foi aberta em 1949, em 1953, a linha foi prolongada até a localidade de Olaria. A construção desse ramal ferroviário foi de suma importância para o desenvolvimento regional, pois servia como central de recebimento e estocagem do café produzido na região norte do Paraná, entre as cidades de Cornélio Procópio e Maringá, passando por Londrina. Porém o sucesso da estação não veio, pois muitos caminhoneiros preferiam se deslocar até Ponta Grossa, Curitiba, ou até mesmo a Paranaguá para escoar a exportação de café. Depois que a Rodovia do Café ganhou importância, a Rodovia do Cerne foi praticamente esquecida por décadas, diminuindo consideravelmente o tráfego de veículos e a economia das localidades de Ventania e Barro Preto. Porém a ferrovia permanece, sendo muito utilizadas por empresas da região, principalmente pela Klabin produtora de papéis e celulose.

## Economia
A economia do distrito de Barro Preto, é basicamente caracterizada pela presença agroflorestal, florestas de Pinus e Eucalyptus, forte dedicação de madeireiras, empresas de compensados, MDF, painéis, molduras, setor moveleiro, produtos de origem florestal. É destacável a prática agropecuária, bovina, criação de animais e apicultura. O setor de logística é muito pouco considerável, mas é atuante.